# Giorgio Bambini
Giorgio Bambini (Vezzano Ligure, 24 de febrero de 1945 – La Spezia, 13 de noviembre de 2015) Fue un boxeador italiano en la categoría de pesos pesados, que ganó el bronce en los Juegos Olímpicos de México 1968. En semifinales, fue batido por uno de los mejores púgiles de la historia: George Foreman. Después de convertirse en profesional, ganó los 15 combates que compitió en Italia antes de retirarse en 1971.

## Palmarés internacional
| Juegos Olímpicos     | Juegos Olímpicos     | Juegos Olímpicos  | Juegos Olímpicos |
| Año                  | Lugar                | Medalla           | Evento           |
| -------------------- | -------------------- | ----------------- | ---------------- |
| México 1968          | México D.F. (México) | Medalla de bronce | Peso pesado      |
| Juegos Mediterráneos |                      |                   |                  |
| Año                  | Lugar                | Medalla           | Evento           |
| 1967                 | Túnez (Túnez)        | Medalla de oro    | Peso pesado      |